# Noga na gaz
Noga na gaz – singiel polskiego piosenkarza Michała Szczygła, wydany 18 czerwca 2021 roku. Utwór pojawił się w debiutanckim albumie studyjnym piosenkarza - Tak jak chcę.

## Historia wydania
Singiel ukazał się w formacie digital download 18 czerwca 2021 roku w Polsce za pośrednictwem wytwórni płytowej Universal Music Polska. Utwór został umieszczony w albumie studyjnym Tak jak chcę.
Do utwory powstał teledysk w reżyserii: Barvisnky oraz Marii Seweryn. Umieszczony został w dniu premiery singla na platformie YouTube.

## Lista utworów
Digital Download
1. "Noga na gaz" - 3:15

## Notowania
| Kraj   | Lista                         | Najwyższa pozycja |
| ------ | ----------------------------- | ----------------- |
| Polska | OLiA                          | 27                |
| Polska | Top of The Top Sopot Festival |                   |